# Ján Kubiš
Ján Kubiš (Pozsony, 1952. november 12. –) szlovák diplomata, politikus, 2006 és 2009 között a Szlovák Köztársaság külügyminisztere.

## Pályafutása
Moszkvában, a Nemzetközi Kapcsolatok Intézetében (MGIMO) végzett. 1976-tól 1992-ig Csehszlovákia külügyminisztériumában dolgozott. 1980–1985 között Csehszlovákia addisz-abebai nagykövetségén dolgozott, 1985-től 1990-ig a Csehszlovák Külügyminisztérium Leszerelési és Fegyverzetellenőrzési Osztályát vezette. 1993–1994 között Szlovákia ENSZ-nagykövete volt.
2014-ben nyilvánosságra került, hogy megpályázza az ENSZ főtitkári posztját Pan Gimun megbízatásának 2016-os lejárta után.
2019-ben António Guterres ENSZ-főtitkár kinevezte az ENSZ libanoni különleges koordinátorává, 2021 januárjában pedig az Egyesült Nemzetek Szervezetének líbiai különmegbizottjává. 2021 novemberében Ján Kubiš bejelentette, hogy lemond az ENSZ líbiai különmegbízotti tisztségéről.